# غيسلاين غاسان
غيسلاين غاسان (بالفرنسية: Ghislain Guessan)‏ (15 سبتمبر 1992 بباريس في فرنسا - ) هو لاعب كرة قدم فرنسي في مركز الهجوم. لعب مع نادي بادوفا.

## وصلات خارجية
- غيسلاين غاسان على موقع قاعدة بيانات كرة القدم.إي يو (الإنجليزية)
- غيسلاين غاسان على موقع Soccerway.com (الإنجليزية)